# Inverclyde
Inverclyde er en af Skotlands kommuner. Den grænser opmod Renfrewshire og North Ayrshire.
Kommunen ligger i grevskabet Renfrewshire.

## Byer og landsbyer
- Gourock
- Greenock
- Inverkip
- Kilmacolm
- Port Glasgow
- Wemyss Bay

## Seværdigheder
- Ardgowan Estate
- The Bogal Stone
- Cappielow
- Castle Levan
- Clyde Muirshiel Regional Park
- Greenock Cut Visitor Centre[1]
- Custom House Quay and Museum[2]
- Duchal House
- Finlaystone House
- Gourock Outdoor Pool[3]
- Granny Kempock Stone
- Loch Thom
- Lunderston Bay[1]
- McLean Museum and Art Gallery[4]
- Newark Castle[5]
- Waterfront Leisure Complex[6]